# Огати
Огати (яп. 雄勝郡 Огати-гун) уезд расположен в префектуре Акита, Япония.

Расположение уезда Огати в префектуре Акита.

По оценкам на 1 апреля 2017 года, население составляет 17,372 человек, площадь 434.47 км ², плотность 40 человек / км ².

А настоящее время уезд Огати состоит из одного посёлка и одного села.

## Посёлки и сёла
- Хигасинарусе
- Уго